# Bahnstrecke Eustis Junction–Berlin Mills
| Streckenlänge: | 22½ km              |                                           |                                           |
| Spurweite: | 610 mm (2-Fuß-Spur) |                                           |                                           |
| Zweigleisigkeit: | –                   |                                           |                                           |
| |                     |                                           |                                           |
| Gesellschaft: | SR&RL               |                                           |                                           |
| \| \| \| von Farmington \| \| \| \| 0 \| Eustis Junction ME \| Eustis Junction ME \| \| \| \| nach Marbles \| \| \| \| 9½ \| Langtown ME \| Langtown ME \| \| \| 16 \| Greens Farm ME (früher Stratton Junction) \| Greens Farm ME (früher Stratton Junction) \| \| \| 19½ \| Dago Junction ME \| Dago Junction ME \| \| \| \| nach Skunk Brook Camp \| \| \| \| 22½ \| Berlin Mills ME \| Berlin Mills ME \| |                     |                                           |                                           |
| Strecke (außer Betrieb) |                     | von Farmington                            | von Farmington                            |
| Bahnhof (Strecke außer Betrieb) | 0                   | Eustis Junction ME                        | Eustis Junction ME                        |
| Abzweig geradeaus und nach links (Strecke außer Betrieb) |                     | nach Marbles                              | nach Marbles                              |
| Bahnhof (Strecke außer Betrieb) | 9½                  | Langtown ME                               | Langtown ME                               |
| Bahnhof (Strecke außer Betrieb) | 16                  | Greens Farm ME (früher Stratton Junction) | Greens Farm ME (früher Stratton Junction) |
| Dienststation / Betriebs- oder Güterbahnhof (Strecke außer Betrieb) | 19½                 | Dago Junction ME                          | Dago Junction ME                          |
| Abzweig geradeaus und nach rechts (Strecke außer Betrieb) |                     | nach Skunk Brook Camp                     | nach Skunk Brook Camp                     |
| Betriebs-/Güterbahnhof Streckenende (Strecke außer Betrieb) | 22½                 | Berlin Mills ME                           | Berlin Mills ME                           |

Die Bahnstrecke Eustis Junction–Berlin Mills ist eine Eisenbahnstrecke in Maine (Vereinigte Staaten). Sie ist rund 22½ Kilometer lang. Die Strecke war in der Spurweite von zwei Fuß (610 mm) gebaut und ist vollständig stillgelegt.
Entlang des Dead River gab es Anfang des 20. Jahrhunderts zahlreiche Holzfällercamps. Um diese an die Bahnstrecke Farmington–Marbles anzubinden, wurde 1903 die Eustis Railroad gegründet. Am 9. Mai 1904 wurde die Strecke von Eustis Junction an der Hauptstrecke bis Greens Farm eröffnet und im Juni desselben Jahres bis Berlin Mills in Stratton verlängert. Während der Sommermonate gab es bis Greens Farm, wo ein Hotel gebaut worden war, Personenverkehr im Anschluss an die Züge auf der Hauptstrecke. Den Betrieb auf der Strecke führte die Phillips&Rangeley, die Eustis Railroad hatte jedoch eigene Loks und Güterwagen.
Die Strecke begann in Dallas am Bahnhof Eustis Junction. Sie verlief auf ganzer Länge entlang des Dead River, zunächst nordwärts bis Langtown, dann ostwärts bis Stratton und schließlich südöstlich bis Berlin Mills.
1908 endete der Personenverkehr auf der Strecke. Im selben Jahr pachtete die Sandy River and Rangeley Lakes Railroad die Bahnstrecke, handelte jedoch für die Eustis Railroad ungünstige Bedingungen aus, sodass 1909 der Abschnitt östlich von Greens Farm stillgelegt werden musste. Von 1911 bis 1923 war die Bahnstrecke in Besitz der Maine Central Railroad. 1919 endete auch der Gesamtverkehr zwischen Langtown und Greens Farm. Der restliche Abschnitt wurde mit dem gesamten westlichen Teil des Netzes der Sandy River and Rangeley Lakes Railroad am 8. Juli 1932 stillgelegt und bis Herbst 1934 abgebaut.